# Karel Stretti
Karel Stretti (* 29. Juni 1943 in Prag; † 24. März 2018 ebenda) war ein tschechischer Restaurator. 

## Leben
Karel Stretti, Sohn des Malers und Grafikers Mario Stretti  und Nachfahre einer italienischen Familie aus dem Piemont, die sich 1789 in Böhmen niederließ, war ein international gefragter Restaurator. Er studierte Malerei und Grafik bei Vojtěch Tittelbach an der Akademie der Bildenden Künste Prag. Anschließend fokussierte er auf die Restauration von Gemälden bei Bohuslav Slánský, dem Gründer der tschechischen Restaurationsschule. Diesem folgte er auch in der Leitung der Restaurationsschule an der Akademie der bildenden Künste. Bis zu seiner Schließung 2017 leitete er das Atelier für Restaurierung von Bildenden Künsten und Polychrome Skulptur (Karel-Stretti-Schule).
Er war an der Rettungsaktion der UNESCO nach dem Hochwasser 1966 in Florenz beteiligt. 2005 wurde er mit seinem Team mit dem Europa-Nostra-Preis geehrt und 2006 wurde er mit dem tschechischen Staatspreis für den Denkmalschutz ausgezeichnet.
Im Kloster Plasy in Westböhmen sind in der Galerie Stretti, die vom nationalen tschechischen Denkmalsinstitut verwaltet wird, die Werke von Viktor Stretti, Jaromír Stretti-Zamponi und Mario Stretti ausgestellt.